# Fakulta multimediálních komunikací Univerzity Tomáše Bati ve Zlíně
Fakulta multimediálních komunikací (FMK) je jednou z šesti fakult Univerzity Tomáše Bati ve Zlíně (UTB). Fakulta byla založena 1. ledna 2002 a sídlí na adrese Univerzitní 2431 ve Zlíně.
Fakulta nabízí studium v bakalářských studijních programech (standardní doba studia jsou 3 nebo 4 roky), navazujících magisterských studijních programech (standardní doba studia 2 roky) a u studijního programu Výtvarná umění v doktorském studijním programu (standardní doba studia 3 roky).
Všechny studijní programy jsou postaveny na principu evropského kreditového systému ECTS (European Credit Transfer System). Absolventi obdrží kromě diplomu Dodatek k diplomu (Diploma Supplement) v anglickém jazyce.

## Historie
V roce 1997 ustavila Fakulta technologická VUT v Brně se sídlem ve Zlíně Institut reklamní tvorby a marketingových komunikací (IRTMK). K 1. lednu roku 2002 se IRTMK změnil na Fakultu multimediálních komunikací (FMK) a stal se tak třetí fakultou Univerzity Tomáše Bati ve Zlíně.

## Dislokace
Budova U4 (Univerzitní 2431, Zlín): sídlo fakulty, děkanát, studijní oddělení, ateliéry: Grafický design, Reklamní fotografie, Animovaná tvorba, Audiovizuální tvorba (specializace Kamera, Režie a scenáristika, Střihová skladba, Vizuální efekty, Zvuková skladba, Produkce), Kabinet teoretických studií
Budova U44 (Univerzitní 2431, Zlín): Ústav marketingových komunikací, Komunikační agentura, Centrum obrazové postprodukce
Budova U16 (Třída Tomáše Bati 4342, Zlín): ateliéry Game design, Design oděvu, Design obuvi, Průmyslový design, Design skla, Digitální design, Produktový design, Tvorba prostoru, dílenské zázemí
Budova U18 (Štefánikova 5670, Zlín): ateliér Arts Management, Galerie G18

## Struktura

### Ústavy
- Ústav marketingových komunikací

### Ateliéry
- Animovaná tvorba
- Arts Management
- Audiovizuální tvorba
- Design obuvi
- Design oděvu
- Design skla
- Digitální design
- Game Design
- Grafický design
- Produktový design
- Průmyslový design
- Reklamní fotografie
- Tvorba prostoru

### Ostatní pracoviště
- Kabinet teoretických studií
- Komunikační agentura
- Centrum obrazové postprodukce

## Studijní programy

### Bakalářské studium
- Marketingová komunikace (titul Bc., 6 semestrů, forma prezenční i kombinovaná)
- Teorie a praxe animované tvorby (titul BcA., 8 semestrů, forma prezenční)
- Teorie a praxe audiovizuální tvorby (titul BcA., 6 semestrů, forma prezenční)
  - specializace: Kamera, Produkce, Režie a scenáristika, Střihová skladba, Vizuální efekty, Zvuková skladba
- Multimédia a design (titul BcA., 6 semestrů, forma prezenční)
  - ateliéry: Design obuvi, Design oděvu, Design skla, Digitální design, Grafický design, Produktový design, Průmyslový design, Reklamní fotografie, Tvorba prostoru

### Navazující magisterské studium
- Arts Management (titul Mgr., 4 semestry, forma prezenční i kombinovaná)
- Marketingová komunikace (titul Mgr., 4 semestry, forma prezenční i kombinovaná)
- Teorie a praxe audiovizuální tvorby (titul MgA., 4 semestry, forma prezenční)
  - specializace: Kamera, Produkce, Režie a scenáristika, Střihová skladba, Vizuální efekty, Zvuková skladba
- Multimédia a design (titul MgA., 4 semestry, forma prezenční)
  - ateliéry: Design obuvi, Design oděvu, Design skla, Digitální design, Game design, Grafický design, Produktový design, Průmyslový design, Reklamní fotografie, Tvorba prostoru
- Marketing Communication (studium v angličtině, titul Mgr., 4 semestry, forma prezenční i kombinovaná)

### Doktorské studium
- Výtvarná umění (titul Ph.D., 6 semestrů, forma prezenční i kombinovaná)
  - obor: Multimédia a design
- Visual Arts (titul Ph.D., 6 semestrů, forma prezenční i kombinovaná)
  - obor: Multimedia and Design

## Seznam děkanů
- doc. ak. mal. Jan Meisner (2002)
- prof. akad. soch. Pavel Škarka (2002–2005)
- doc. Ing. Jaroslav Světlík, Ph.D. (2005–2008)
- doc. PhDr. Miroslav Zelinský, CSc. (2008)
- doc. MgA. Jana Janíková, ArtD. (2008–2017)
- doc. Mgr. Irena Armutidisová (2017–2021)
- Mgr. Josef Kocourek, Ph.D. (2021–dosud)

## Vedení fakulty
- Mgr. Josef Kocourek, Ph.D. – děkan
- Ing. Hana Večeřová – tajemnice
- Mgr. Lukáš Gregor, Ph.D. – proděkan pro tvůrčí činnost
- MgA. Bohuslav Stránský, Ph.D. – proděkanka pro strategický rozvoj
- Mgr. Pavel Krutil – proděkan pro internacionalizaci
- Mgr. Eliška Káčerková, Ph.D. – předsedkyně akademického senátu fakulty
- Mgr. Hana Ponížilová – Proděkanka pro studium a celoživotní vzdělávání
- Mgr. et Mgr. Ondřej Staněk – proděkan pro vnitřní a vnější vztahy